# Kinshi Tsuruta
Pour les articles homonymes, voir Tsuruta (homonymie).
Kinshi Tsuruta (鶴田 錦史, Tsuruta Kinshi) (1911–1995) était une musicienne japonaise, jouant du biwa et chantant. 
Initiée très jeune à l'austère musique de biwa par l'école Kinshin, elle développe très tôt un style personnel et transforme l'instrument traditionnel satsuma biwa en un tsuruta biwa. Habituée des tournées internationales, elle était aussi membre du cercle fermé des musiciens de l'agence impériale japonaise. Elle avait la particularité de porter un hakama d'homme.
Elle a souvent joué avec Katsuya Yokoyama, joueur de shakuhachi.
Son élève la plus connue est Ueda Junko.